# Transformers: Quái thú trỗi dậy
Transformers: Quái thú trỗi dậy (tựa gốc tiếng Anh: Transformers: Rise of the Beasts) là một phim hành động khoa học viễn tưởng của Mỹ năm 2023 dựa trên dòng đồ chơi Transformers của Hasbro và chịu ảnh hưởng chủ yếu theo cốt truyện Beast Wars. Đây là phần thứ bảy trong loạt phim live-action Transformers và vừa là hậu truyện độc lập với Bumblebee (2018) và tiền truyện tvới Transformers (2007), bộ phim được đạo diễn bởi Steven Caple Jr. từ kịch bản của Joby Harold, Darnell Metayer, Josh Peters, Erich Hoeber và Jon Hoeber. Phim có sự tham gia của Anthony Ramos và Dominique Fishback cũng như các tài năng lồng tiếng của Ron Perlman, Peter Dinklage, Dương Tử Quỳnh, Pete Davidson, Liza Koshy, Michaela Jaé Rodriguez, Colman Domingo, Cristo Fernández, Tongayi Chirisa, và các khách hàng quen của nhượng quyền trở lại Peter Cullen, John DiMaggio, và David Sobolov. Trong phim, Noah Diaz và Elena Wallace phải hợp lực với Autobots và Maximals để ngăn chặn sự xuất hiện của Transformer ăn hành tinh, Unicron, khi Terrorcons và một đội quân bọ cạp Predacon, do Scourge lãnh đạo, tìm kiếm để lấy Transwarp Key.
Sau thành công phê bình và thương mại của Bumblebee, Paramount Pictures và Hasbro đã công bố phần tiếp theo vào đầu năm 2019. Vào tháng 11 năm 2020, Caple được thuê làm đạo diễn cho bộ phim. Đến năm 2021, Ramos và Fishback được chọn vào vai chính và các chi tiết của bộ phim đã được tiết lộ vào mùa hè năm đó trong một sự kiện ảo do Paramount tổ chức. Michael Bay, người đã đạo diễn năm bộ phim live-action đầu tiên Transformers và sản xuất Bumblebee, một lần nữa đóng vai trò là nhà sản xuất. Quay phim chính diễn ra từ tháng 6 đến tháng 10 năm 2021, với các địa điểm quay phim bao gồm Los Angeles, Peru, Montreal và Thành phố New York.
Transformers: Rise of the Beasts được công chiếu lần đầu tại Marina Bay Sands ở Singapore vào ngày 27 tháng 5 năm 2023 và được phát hành rạp ở Hoa Kỳ vào ngày 9 tháng 6 năm 2023, bởi Paramount Pictures. Bộ phim nhận được nhiều đánh giá trái chiều từ các nhà phê bình và hiện đã thu về 422 triệu đô la Mỹ trên toàn thế giới so với kinh phí sản xuất là 195–200 triệu đô la Mỹ.
Phần tiền truyện hoạt hình lấy bối cảnh trên Cybertron, Transformers: One, dự kiến sẽ được phát hành vào ngày 13 tháng 9 năm 2024.

## Tiền đề
Thế giới quê hương của Maximal, một chủng tộc Transformers tiên tiến với các chế độ quái thú, bị tấn công bởi vị thần bóng tối ăn hành tinh Unicron. Phe Terrorcon, sứ giả của Unicron do Scourge lãnh đạo, tìm cách giành cho chủ nhân của họ phần công nghệ vĩ đại nhất của chủng tộc Maximal, Chìa khóa Thời không, có thể mở các cổng xuyên không gian và thời gian đến các hành tinh khác. Thủ lĩnh Maximal Apelinq hy sinh bản thân để cho phép các Maximal khác thoát khỏi hành tinh trước khi Unicron nuốt chửng nó. Bây giờ dưới sự chỉ huy của Optimus Primal, các Maximal sử dụng chìa khóa để chạy trốn đến Trái Đất.
Năm 1994 ở Brooklyn, cựu chuyên gia điện tử Quân đội Hoa Kỳ, Noah Diaz, chật vật tìm việc làm để hỗ trợ người em trai ốm yếu của mình, Kris, và bị người bạn Reek thuyết phục ăn cắp Porsche 911 để bán, chỉ để phát hiện ra rằng chiếc xe là Autobot Mirage ngụy trang. Đồng thời, thực tập sinh bảo tàng Elena Wallace nghiên cứu một bức tượng cổ đại của một con chim ưng mang biểu tượng Maximal và vô tình làm vỡ nó để lộ Chìa khóa Thời không ẩn bên trong. Chìa khóa giải phóng một xung năng lượng bí mật được phát hiện bởi thủ lĩnh Autobot Optimus Prime, người triệu tập các Autobot khác. Mirage được liên lạc giữa lúc Noah đang cố gắng trộm cắp, và anh ta bị cuốn vào nhiệm vụ của người máy là lấy lại chiếc chìa khóa từ bảo tàng để họ có thể sử dụng nó để trở về thế giới quê hương của mình, Cybertron.
Bị thu hút bởi tín hiệu của chiếc chìa khóa, các Terrorcon đến Trái đất và Elena bị cuốn vào cuộc xung đột khi những kẻ ác tấn công các Autobot bên ngoài bảo tàng. Scourge vô hiệu hóa Bumblebee và đánh cắp chìa khóa trước khi Maximal Airazor đến và đuổi hắn đi. Airazor giải thích với các Autobot rằng các Maximal đã ẩn náu trên Trái đất hàng nghìn năm và Scourge chỉ có một nửa Chìa khóa Transwarp, được chia làm hai để không lọt vào tay Unicron. Bất chấp nguy hiểm, Optimus Prime nhất quyết yêu cầu lắp ráp lại chiếc chìa khóa để các Autobot có thể sử dụng nó để trở về nhà, trong khi Noah bí mật âm mưu phá hủy chiếc chìa khóa để giữ an toàn cho Trái đất.
Các nghiên cứu của Elena cho phép cô ấy suy luận rằng nửa còn lại của chiếc chìa khóa phải được đặt trong một ngôi đền ẩn ở Peru, và cả nhóm lên máy bay chở hàng Autobot, Stratosphere. Ở Peru, họ gặp Autobot Wheeljack đóng tại địa phương, người dẫn họ đến ngôi đền, nhưng người ta nhanh chóng phát hiện ra rằng nửa còn lại của chiếc chìa khóa không còn ở đó. Terrorcons tấn công một lần nữa, và trận chiến kết thúc với việc Scourge làm hỏng Airazor bằng năng lượng đen tối của Unicron. Sau đó, các Autobots gặp Optimus Primal và các Maximal khác, họ giải thích rằng họ đã chuyển nửa sau của chiếc chìa khóa, giao nó cho một bộ tộc người mà họ đã làm việc cùng trong suốt hàng thiên niên kỷ. Sự thối nát của Scourge lấn át Airazor, khiến cô phát điên, và Primal buộc phải giết cô để cứu Elena. Trong lúc hỗn loạn, Noah cố gắng phá hủy nửa sau của chiếc chìa khóa nhưng bị Optimus thuyết phục là không nên. Thay vào đó, nó bị đánh cắp bởi Scourge, kẻ sau đó lắp ráp lại hai nửa trên đỉnh núi lửa, dựng một tòa tháp và mở một cánh cổng phía trên Trái Đất, qua đó Unicron sẽ sớm đến.
Nhận thấy những động cơ vụ lợi đã dẫn họ đến đâu, Optimus Prime và Noah đồng ý hợp tác để đánh bại thế lực xấu xa. Trong khi phe Autobot và phe Maximal chiến đấu với quân đội Terrorcon, Noah và Elena lẻn đến gần Chìa khóa Thời không, lên kế hoạch hủy kích hoạt nó bằng mã truy cập mà Elena đã phát hiện ra. Trong trận chiến, Mirage bị thương nặng bởi Scourge trong khi bảo vệ Noah, nhưng đã biến cơ thể bị hư hại của mình thành exo-suit cho Noah để họ có thể chiến đấu cùng nhau. Xung năng lượng do chiếc chìa khóa giải phóng sẽ kích hoạt một mỏ Energon không hoạt động bên dưới thung lũng nơi Bumblebee được giữ, giúp anh sống lại, với sự hồi sinh của anh đã xoay chuyển cục diện trận chiến. Optimus Prime giết được Scourge, nhưng không phải trước khi cái sau làm hỏng bảng điều khiển để ngăn nó bị tắt. Sẵn sàng hy sinh bản thân, Optimus phá hủy chiếc chìa khóa và làm sập cánh cổng, nhưng Noah và Primal đã có thể cứu anh ta khỏi bị hút vào cơn lốc đang nổ tung, thứ sẽ tiêu diệt đội quân Terrorcon còn lại.
Sau cuộc xung đột, các Autobot, hiện không có cách nào để quay lại Cybertron, tuyên bố Trái Đất là ngôi nhà mới của họ và thề sẽ tiếp tục bảo vệ nó cùng với các Maximal. Elena được công nhận vì đã khám phá ra ngôi đền ở Peru trong khi Noah tham dự một cuộc phỏng vấn cho công việc an ninh nhưng phát hiện ra rằng anh ta thực sự được mời tham gia tổ chức quân sự bí mật G.I. Joe, người sẽ chi trả cho việc chăm sóc sức khỏe của Kris.
Trong một cảnh hậu danh đề, Noah xoay sở để sửa chữa Mirage bằng cách sử dụng các bộ phận phế thải của Porsche từ Reek, người biết rằng chiếc xe là một Transformer.

## Diễn viên

### Loài người
- Anthony Ramos trong vai Noah Diaz: Một cựu chuyên gia điện tử trong quân đội sống cùng gia đình ở Brooklyn, cố gắng hỗ trợ họ.[7][8]
- Dominique Fishback trong vai Elena Wallace: Một nhà nghiên cứu hiện vật và thực tập sinh tại một bảo tàng.[7][8]
- Luna Lauren Vélez trong vai Breanna Diaz: Mẹ của Noah.[9]
- Dean Scott Vazquez trong vai Kris Diaz: Em trai của Noah bị bệnh hồng cầu hình liềm.[10]
- Tobe Nwigwe trong vai Reek: Bạn của Noah, người đã thuyết phục anh vào vụ trộm ô tô lớn.[11][12] Nhân vật dựa trên một người bạn thân chung của Caple, người đã qua đời trước khi quay phim vào năm 2021.[13]
- Sarah Stiles trong vai Jillian Robinson: Ông chủ của Elena tại bảo tàng, người luôn ghi công cho công việc của cô ấy.
- Leni Parker trong vai bà Greene: Quản lý bệnh viện.
- Aidan Devine trong vai Bishop: Một giám đốc an ninh.
- Lucas Huarancca trong vai Amaru: Hậu duệ của một bộ tộc đã giúp đỡ những Maximal trong hàng trăm năm.
- Michael Kelly trong vai Đặc vụ Burke: Một nhà tuyển dụng bí mật cho G.I. Joe.[14]
- Lesley Stahl trong vai chính mình.

### Các Transformer
- Peter Cullen trong vai Optimus Prime: Thủ lĩnh của quân kháng chiến Autobot, người biến thành một chiếc xe kéo rơ moóc Freightliner FLA 1987 màu đỏ.[15] Caple tiết lộ trên Instagram rằng khuôn mặt không che mặt của Optimus Prime trong phim được thiết kế theo chính Cullen.[16]
- Ron Perlman trong vai Optimus Primal: Thủ lĩnh của chủng tộc Maximal biến thành một con khỉ đột đất thấp phía Tây.[17] Chế độ quái thú của nhân vật trong phim dựa trên ý tưởng nghệ thuật chưa được sử dụng đã được minh họa để đưa vào bộ phim năm 2017, Transformers: The Last Knight.[18]
- Peter Dinklage trong vai Scourge: Thủ lĩnh của Terrorcon và thợ săn chiến lợi phẩm biến thành một chiếc xe kéo rơ moóc khai thác gỗ Peterbilt 359 màu đen.[19]
- Dương Tử Quỳnh trong vai Airazor: Một chiến binh Maximal biến thành một con chim cắt lớn.[19][20]
- Pete Davidson trong vai Mirage: Một Autobot gián điệp có thể chiếu ảnh ba chiều và biến thành Porsche 964 Carrera RS 3.8 màu xanh bạc, và một thời gian ngắn, biến thành Xe Công thức một, Lamborghini Countach, xe chở rác, và một bộ exo-suit.[19][20] Davidson mô tả việc lồng tiếng cho Mirage giống như The Mask của Jim Carrey gặp Bugs Bunny", thay cho tính cách nổi loạn của mình.[21]
- Liza Koshy trong vai Arcee: Một xạ thủ Autobot biến thành một chiếc mô tô Ducati 916 màu trắng đỏ.[11] Để chuẩn bị cho vai diễn, Koshy đã tìm cách giúp cô "tìm giọng nói phù hợp" cho nhân vật.[22]
- John DiMaggio trong vai Stratosphere: Một Air-Soldier Autobot biến thành máy bay chở hàng Fairchild C-119 Flying Boxcar, cung cấp phương tiện di chuyển cho các Autobot trong cuộc phiêu lưu toàn cầu của họ.[11]
- David Sobolov trong vai:
  - Rhinox: Một biệt kích Maximal biến thành tê giác trắng.[19]
  - Battletrap: Một kẻ thực thi Terrorcon biến thành một chiếc xe đầu kéo GMC TopKick C7000 màu cam những năm 1980  .[11] Theo Sobolov, anh  coi việc lồng tiếng cho nhân vật là "Nhân vật tàn nhẫn nhất mà anh từng làm."[23]
  - Apelinq: Thủ lĩnh Maximal trước đây biến thành khỉ đột núi và đeo lưỡi kiếm có thể thu vào trên cánh tay của mình.[24]
- Michaela Jaé Rodriguez trong vai Nightbird: Một ninja Terrorcon biến thành một chiếc xe Nissan Skyline GT-R R33.[19] Rodriguez là diễn viên chuyển giới đầu tiên lồng tiếng trong lịch sử nhượng quyền thương mại.[25]
- Colman Domingo trong vai Unicron: Một Transformer cỡ hành tinh nuốt chửng thế giới, kẻ  đóng vai trò là chủ nhân của các Terrorcon.[26] Điều này đánh dấu sự mô tả live-action chính xác đầu tiên của nhân vật sau khi được giới thiệu trước đó trong The Last Knight.[27]
- Cristo Fernández trong vai Wheeljack: Một nhà khoa học và thợ máy Autobot người biến thành một xe buýt ô vuông Volkswagen Type 2 nâu và trắng thập niên 1970, trong khi nói bằng giọng Mexico.[11]
- Tongayi Chirisa trong vai Cheetor: Một trinh sát Maximal biến thành một con báo săn.[28]

### Các nhân vật không nói
- Bumblebee: Một trinh sát Autobot người biến thành một chiếc xe Chevrolet Camaro những năm 1970 màu vàng-đen đã được sửa đổi, sau này được trang bị các tiện ích mở rộng cho mọi địa hình.
- Các Sweep: Một đội quân phe Terrorcon giống như nhện. Scourge có hai chiếc được tích hợp trong cơ thể, được xác định trong tài liệu quảng cáo là Freezer[29] và Novocaine.
- Các Scorponok: Một đội quân robot bọ cạp, được xác định là Predacons trong tài liệu quảng cáo.

## Sản xuất

### Phát triển
Vào tháng 12 năm 2018, khi được hỏi về tương lai của loạt phim Transformers, nhà sản xuất Lorenzo di Bonaventura đã trả lời "một bộ phim Transformers lớn khác" sẽ được sản xuất và nó sẽ "khác với những bộ phim này chúng tôi làm trước đây". Anh mô tả dự án này giống như một "sự tiến hóa" và nói rằng ở đó có nhiều quyền tự do để sáng tạo hơn và họ có thể làm bất cứ thứ gì với nó. Sau sự thành công của Bumblebee, anh đã công nhận rằng loạt phim sẽ tạo ra một số thay đổi về giọng điệu cũng như phong cách, lấy cảm hứng từ bộ phim.
Đạo diễn Travis Knight cho biết mục tiêu của anh chính là trở lại với xưởng hoạt hình Laika của anh, mặc dù anh thừa nhận rằng mình có một vài ý tưởng cho phần tiếp theo của Bumblebee. John Cena cũng bày tỏ sự quan tâm đến việc trở lại vai diễn của mình trong phần tiếp theo. Nữ biên kịch Christina Hodson nói rằng "[Cô ấy] biết nơi mà [cô ấy] muốn đi đến trong dự án tiếp theo". Vào cuối tháng 1 năm 2019, phần tiếp theo của phim đã được công bố sự thành tích tại phòng vé quốc tế. Vào tháng 3, di Bonaventura cũng xác nhận rằng họ đang phát triển một kịch bản cho phần tiếp theo của Bumblebee.
Tháng 1 năm 2020, Paramount được cho là lên kế hoạch về hai bộ phim Transformers khác, một bộ được viết kịch bản bởi James Vanderbilt và bộ còn lại do Joby Harold đảm nhận phần kịch bản. Vào tháng 11, Steven Caple Jr. được thuê để cầm trịch vị trí đạo diễn cho kịch bản của Harold. Vào tháng 2, có thông tin tiết lộ rằng bộ phim sẽ tựa đề là Transformers: Beasts Alliance, gợi ý về việc giới thiệu các nhân vật từ loạt phim Beast Wars. Trong một sự kiện trực tuyến do Paramount tổ chức vào tháng 6, di Bonaventura và Caple đã tiết lộ rằng tiêu đề chính thức của phim là Transformers: Quái thú trỗi dậy (tên tiếng Anh: Transformers: Rise of the Beasts; đồng thời cũng tiết lộ về phần phim hậu truyện của Bumblebee cũng như một phần phim thuộc loạt phim Beasts Wars), và xác nhận rằng phim sẽ có sự xuất hiện của các nhân vật như Terrorcons, Maximals và Predacons. Hiệu ứng hình ảnh cho các nhân vật trong Beasts Wars sẽ được cung cấp bởi Moving Picture Company. Tông màu phim cũng như phân cảnh hành động sẽ bị ảnh hưởng nhiều bởi bộ phim Kẻ hủy diệt 2: Ngày phán xét (1991).

### Tuyển vai
Tháng 4 năm 2021, Anthony Ramos được chọn vào vai chính của bộ phim. Vào cuối tháng đó, Dominique Fishback cũng chính thức tham gia phim với vai diễn nhân vật đối đầu với Ramos. Phim cũng được tiết lộ sẽ do Darnell Metayer và Josh Peters đảm nhiệm vị trí biên kịch phim để viết lại phần kịch bản của Harold. Vào tháng 6 cùng năm, nữ diễn viên Lauren Vélez tiết lộ cô sẽ có một vai trong phần phim tiếp theo này. Cùng tháng đó, Peter Cullen được xác nhận sẽ trở lại với vai diễn Optimus Prime trong bộ phim và một tuần sau đó, Ron Perlman cũng được công bố sẽ lồng tiếng cho nhân vật Optimus Primal từ bộ phim truyền hình trực tuyến Transformers: Power of the Primes. Vào tháng 7, Tobe Nwigwe cũng tiết lộ rằng anh ấy cũng sẽ có một vai diễn trong phim.

### Quay phim
Quá trình quay phim chính của phim sẽ bắt đầu vào ngày 7 tháng 6 năm 2021 tại Los Angeles. Công đoạn quay phim được dự kiến sẽ diễn tại Machu Picchu và Montreal.

## Phát hành
Phim được ấn định sẽ phát hành vào ngày 9 tháng 6 năm 2023.

## Tương lai
Vào tháng 2 năm 2022, bộ phim đã thông báo rằng phần phim thứ nhất đang phát triển trong ba phần phim mới trong sê-ri Transformers.